# Gondang (Watumalang)
Gondang is een bestuurslaag in het regentschap Wonosobo van de provincie Midden-Java, Indonesië. Gondang telt 4255 inwoners (volkstelling 2010).